# Al-Kahir
Abū al-Manṣūr Muḥammad ibn Aḥmad ibn Ṭalḥa ibn Jaʿfar ibn Muḥammad ibn Hārūn al-Kāhir bi’Llāh (arab. ‏أبو المنصور محمد بن أحمد المعتضد‎), zwany również jako Al-Kahir bi’Llah (arab. ‏القاهر بالله‎, „Zwycięski z woli Boga”; ur. 899 w Bagdadzie, zm. 18 października 950 tamże) – dziewiętnasty kalif z dynastii Abbasydów.

## Życiorys
Ojcem Al-Kahira był szesnasty kalif Al-Mu’tadid, którego kalifat trwał od 892 do 902 roku. Matką Al-Kahira była konkubina ojca o imieniu Fitna. Miał on również starszego brata, Al-Muktadira, który był osiemnastym kalifem Abbasydów w latach 908–932. Jego kunja brzmiała Abu Mansur.

### Kalifat
Al-Kahir dwukrotnie pełnił funkcję kalifa. Po raz pierwszy został nim w marcu 929 roku w wyniku konfliktu Al-Muktadira z dowódcą naczelnym Mu’nisem al-Muzaffarem. Mu’nis przeprowadził zamach stanu i obalił ówczesnego kalifa. Dwa dni później Al-Muktadir został przywrócony na tron i pierwszy kalifat Al-Kahira się zakończył.
W 932 roku doszło do kolejnego konfliktu z Mu’nisem al-Muzaffarem, który doprowadził do śmierci Al-Muktadira w bitwie. Urzędnicy sugerowali początkowo, że to syn Al-Muktadira, Ahmad, później znany jako Ar-Radi, ma zostać następnym kalifem, jednak ostatecznie tytuł ten przyznano Al-Kahirowi. Został nim drugi raz 31 października 932, gdy miał 35 lat.
Historycy piszą, że Al-Kahir jako kalif był uparty i miał mściwą osobowość. Świadczy o tym fakt, że krótko po objęciu tronu torturował synów i urzędników swego brata, a także matkę Al-Muktadira, Shaghab, chcąc w ten sposób wyłudzić od nich ich majątek. Na swoim dworze pielęgnował wizerunek osoby surowej i purytańskiej, ale za kulisami również oddawał się pijaństwu.
Mu’nis współpracował z ówczesnym wezyrem kalifa, Ibn Mukla, który kontrolował rząd. Al-Kahir wznowił z tego powodu współpracę z Muhhamadem ibn Jakutem, co zaniepokoiło Mu’nisa. W lipcu 933 roku Mu’nis został aresztowany i stracony, podczas gdy Ibn Mukla został zmuszony do ucieczki ze stolicy. Następcą Ibn Mukla jako wezyra został Muhammad ibn al-Kasim.

### Śmierć
Ibn Mukla kontynuował spisek przeciwko Al-Kahirowi. Zdobył poparcie straży kalifa, co pozwoliło ma na przeprowadzenie zamachu stanu i wzięcia kalifa do niewoli, gdy ten był pijany. Zamach miał miejsce 24 kwietnia 934 roku.
Al-Kahir odmówił abdykacji na rzecz Ar-Radiego. Został oślepiony i wrzucony do więzienia. Został uwolniony jedenaście lat później, kiedy kalif Al-Mustakfi objął tron i znalazł go zamkniętego w odległym pokoju pałacu. Resztę życia przeżył jako żebrak, umierając 18 października 950 roku.